# Groblje Montparnasse
Groblje Montparnasse (francuski Cimetière de Montparnasse, prije Cimetière du Sud) poznato je pariško groblje smješteno u istoimenoj pariškoj četvrti. Stvoreno je 1824. od nekoliko farmi koje su se u to vrijeme nalazile na tom prostoru i površine je od 19 hektara.
Groblje Montparnasse je vječno počivalište mnogih francuskih intelektualaca i umjetnika.

## Poznate osobe koje su pokopane na groblju Montparnasse
- Charles Baudelaire (1821. – 1867.), pisac
- Simone de Beauvoir (1908. – 1986.), francuska književnica
- Samuel Beckett (1906. – 1989.), pisac
- Antoine Bourdelle (1861. – 1929.), kipar
- Constantin Brancusi (1876. – 1957.), kipar
- Brassaï (1899. – 1984.), fotograf
- Jacques Chirac (1932. – 2019.), predsjednik Francuske Republike
- Marguerite Duras (1914. – 1996.), spisateljica
- Charles Garnier (1825. – 1898.), arhitekt pariške Opere
- Joris-Karl Huysmans (1848-1907), pisac
- Eugène Ionesco (1909. – 1994.), dramatičar
- Man Ray (1890. – 1976.), fotograf
- Guy de Maupassant (1850. – 1893.), pisac
- Jean-Claude Pascal (1927. – 1992.), glumac i pjevač
- Jean-Paul Sartre (1905. – 1980.), filozof i pisac
- Chaïm Soutine (1893. – 1943.), slikar
- Tristan Tzara (1896. – 1963.), pjesnik
- Serge Gainsbourg (1928. – 1991.), glumac i pjevač

## Vanjske poveznice
- Groblje Montparnasse  Arhivirana inačica izvorne stranice od 5. rujna 2012. (Wayback Machine)